# Joseph Benavidez
Joseph Rolando Benavidez, född 31 juli 1984 i San Antonio i Texas, är en amerikansk MMA-utövare som sedan 2011 tävlar i organisationen Ultimate Fighting Championship.